# Euploea roduna
Euploea roduna är en fjärilsart som beskrevs av Hans Fruhstorfer 1911. Euploea roduna ingår i släktet Euploea och familjen praktfjärilar. Inga underarter finns listade i Catalogue of Life.